# Bridget Rice
Bridget Mary Rice (geborene Bridget Mary Heneghan, * 7. Mai 1885 in Louisburgh, County Mayo, Irland; † 9. Dezember 1967 im County Monaghan) war eine irische Politikerin der Fianna Fáil. Sie war von 1938 bis 1954 Teachta Dála (Abgeordnete) im Dáil Éireann, dem Unterhaus des irischen Parlaments (Oireachtas).

## Biografie
Bridget arbeitete als Postmeisterin und heiratete im September 1914 Eamon Rice. Sie hatten vier Kinder. 1932 wurde Eamon als Abgeordneter der Fianna Fáil für den Wahlkreis Monaghan in den Dáil gewählt. 1937 starb er. Bridget Rice trat bei den Wahlen 1938 ebenfalls im Wahlkreis Monaghan an und wurde gewählt. Sie konnte ihren Sitz bei allen Wahlen bis einschließlich der Wahlen 1951 halten. Danach trat sie nicht mehr an.
Der Missionar John Heneghan war ihr Bruder.